# Zaolin (ort i Kina, Sichuan Sheng, lat 32,18, long 106,12)
Zaolin (kinesiska: 枣林) är en ort i Kina. Den ligger i provinsen Sichuan, i den sydvästra delen av landet, omkring 260 kilometer nordost om provinshuvudstaden Chengdu. Antalet invånare är 3 714. Befolkningen består av 1 842 kvinnor och 1 872 män. Barn under 15 år utgör 19,0 %, vuxna 15-64 år 65 %, och äldre över 65 år 15,0 %.
Runt Zaolin är det tätbefolkat, med 343 invånare per kvadratkilometer. Närmaste större samhälle är Jiachuan, 9,2 km öster om Zaolin. I omgivningarna runt Zaolin växer i huvudsak blandskog.
Genomsnittlig årsnederbörd är 1 312 millimeter. Den regnigaste månaden är juli, med i genomsnitt 346 mm nederbörd, och den torraste är december, med 2 mm nederbörd.